# Air Comores
طيران جزر القمر
Voyagez En Toute Sécurite

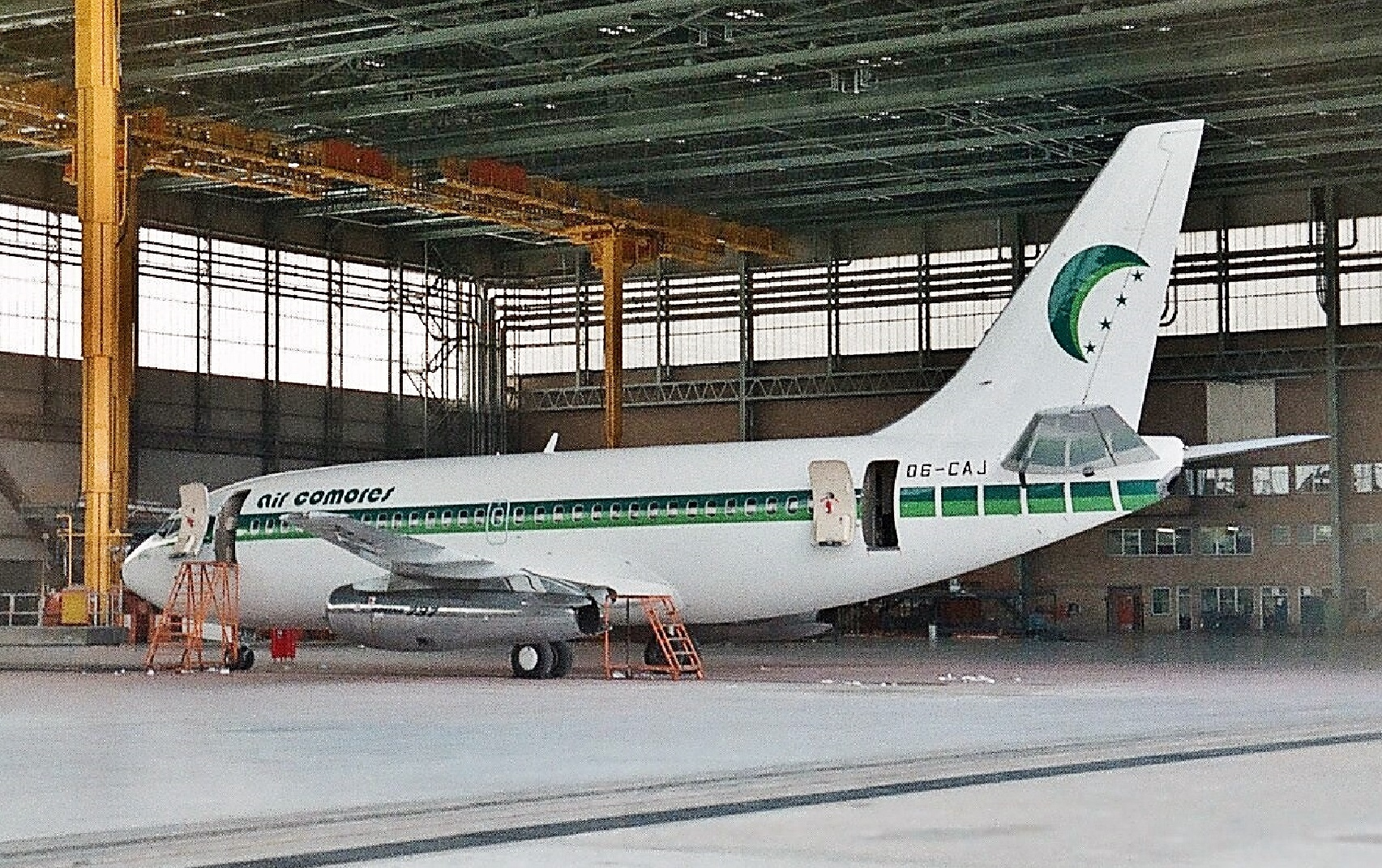
Air Comores Boeing 737-200, Johannesburg Airport 1984

Air Comores est une compagnie aérienne formée durant les années 1950 par Yves Le Bret à Moroni, dans l'archipel des Comores. En 1963, Air Comores SARL est devenue Air Comores SA, propriété à parts égales d'Air France et du gouvernement comorien. Nationalisée en 1974 par le président Ahmed Abdallah, la compagnie devint alors Air Comores-Société Nationale des Transports Aériens. Outre les îles de l'archipel, elle desservait alors au départ de Moroni les villes de Dar es Salaam, Mombasa et Tananarive avec trois DC-4. Elle a employé comme pilotes Lionel (Billy) Dumareille, Georges Barbarin, Max Lambert Henri Berra, Roger Morencey, Alain Deboutière, Jean-Pierre Astraud, Daniel Legras, et Sandi Anzi. 
Air Comores a disparu en 1997. 
Le 27 juillet 2004, la création d'une nouvelle compagnie Air Comores International - avec une forte participation (40 %) d'Air Bourbon - fut annoncée. Mais Air Bourbon cessant toute activité dès la fin de cette année, ce projet ne fut jamais mis en œuvre.

## Avions utilisés
- Piper Apache :
- Piper Aztec : F - OBZO
- de Havilland DH.114 Heron 1B : F-OECD (perdu sur accident le 27 janvier 1968, 15 tués)
- Douglas C-47 (1963-1971):F-OCEN, F-OCRR
- Douglas C-54A : F-BBDA, F-BBDR/D6-CAA, D6-CAD, F-BRHE/D6-CAC
- Nord 262 Mohawk 298 : F-BPNY
- Fokker F27 : D6-CAI (dernier avion à avoir porté les couleurs d'Air Comores)
- Boeing 737 : SE-DLP

## Destinations
| Pays       | Ville        | Aéroport                       | Notes               |
| ---------- | ------------ | ------------------------------ | ------------------- |
| Tanzanie   | Dar es Salam | Aéroport de Dar es Salam       | Premier vol en 1978 |
| Kenya      | Mombasa      | Aéroport international Moi     | -                   |
| Madagascar | Antananarivo | Aéroport international d'Ivato | Premier vol en 1980 |

| Pays    | Ville    | Aéroport                                   | Notes                                                                        |
| ------- | -------- | ------------------------------------------ | ---------------------------------------------------------------------------- |
| Comores | Moroni   | Aéroport international Prince Saïd Ibrahim | Premier vol en 1982                                                          |
| Mayotte | Dzaoudzi | Aéroport de Dzaoudzi-Pamandzi              | Refusée pour non-respect de la réglementation du transport aérien de Mayotte |

| Pays       | Ville                      | Aéroport                                   | Notes                                                               |
| ---------- | -------------------------- | ------------------------------------------ | ------------------------------------------------------------------- |
| Comores    | Moroni                     | Aéroport international Prince Saïd Ibrahim | Premier vol en 1989                                                 |
| Madagascar | Nosy Be                    | Aéroport international de Fascene          | Destination abandonnée à la suite de la disparition de la compagnie |
| Madagascar | Antsiranana (Diego Suarez) | Aérodrome d'Arrachart                      | Premier vol en 1995 - arrêté entre mars et avril 1996               |